# ライドカメンズ
『ライドカメンズ』（RIDE KAMENS）は、バンダイより配信されたスマートフォン向けゲームアプリ。2024年5月30日サービス開始。基本プレイ無料（アイテム課金制）。公式略称は『カメンズ』。

## 概要
東映の特撮テレビドラマシリーズ「仮面ライダーシリーズ」を題材としたスマートフォンゲームで、内容は16人の「仮面ライダー」となる男性キャラクターを育成するアドベンチャーゲームとなっている。
開発はリベル・エンタテインメントが担当。スタッフィングには武部直美や高橋悠也など特撮作品の「仮面ライダーシリーズ」に携わるメンバーが参画するほか、キャラクターデザイン原案としてアニメーターの内海紘子が起用されている。

## あらすじ
物語の舞台の虹顔市は、様々な特徴や文化で彩られている街である。平和そうな外見とは裏腹に、悪の秘密結社・カオスイズムが暗躍している。
市で随一の大財閥・コスモス財閥の後継者である主人公は、ある日、「仮面ライダー」と呼ばれる16人の者たちの存在と、財閥の総帥であった亡き父が、仮面ライダーたちをサポートするエージェントだったことを知る。仮面ライダーたちはカオスイズムによる人体改造の影響で、本当の記憶を失っている。
主人公は、エージェントとしての父の役割を引き継ぐことを決意し、個性豊かな16人の仮面ライダーたちと共に、カオスイズムと、ライダーたちの記憶を巡る戦いに巻き込まれてゆく。

## ゲームシステム
調査
バトル
ストーリー
拠点

## 登場キャラクター
担当声優はゲーム内での配役。担当俳優は舞台版での配役。

### コスモス財閥
主人公（エージェント）
プレイヤー自身。亡き父を継ぎ仮面ライダーのサポートを行うエージェント。
デフォルトネームは「ノア」だが、名前はプレイヤーが自由に設定できる。
一人称は「私」か「僕」のいずれかで選択可能。
藍上 レオン（あいじょう れおん）
声 - 中村悠一
演 - 廣瀬智紀
身長：182cm / 体重：72kg / 誕生日：7月18日 / 年齢：32歳 / 星座：かに座
エージェントとなった主人公を補佐する執事。
先代エージェントの時代からコスモス財閥に仕えており、カメレオンのように存在感を消すことのできる神出鬼没なスーパー執事。
愉快で親しみやすい性格で、主人公の私生活・エージェント業務から仮面カフェの運営まであらゆる方向に渡って主人公を支えている。
雪見 摩利央（ゆきみ まりお）
声 - 田村睦心

### ジャスティスライド
魅上 才悟（みかみ さいご）/ 仮面ライダー才悟
声 - 安田陸矢
演 - 木津つばさ
身長：173cm / 体重：65kg / 誕生日：1月23日 / 年齢：18歳 / 星座：みずがめ座 / 血液型：B / 利き手：左
仮面ライダーとしての必殺技は『ファイナルライディングシュート』。
趣味は昆虫・植物・石の採集で、特技は戦闘・体術／利き水。
水が好きで、特に仮面カフェの水が好きと回答している。
演技を苦手なこととして挙げている。
無口で泰然自若な、純真無垢青年。
おっとりしており、感情の起伏が少なく見えるが、人との交流に慣れていないだけである。
戦闘能力が極めてハイレベルで、先輩ライダーから高く評価されている。
前衛で戦うタイプで、得意技はキック。攻撃・防御・スピードどれもが高い水準であり、瞬発力・攻撃力・体力を武器に敵と戦う。
伊陽 陽真（いおり はるま）/ 仮面ライダー陽真
声 - 内田雄馬
演 - 山野光
身長：178cm / 体重：68kg / 誕生日：8月8日 / 年齢：18歳 / 星座：しし座 / 血液型：AB / 利き手：右
仮面ライダーとしての必殺技は『バーストサンフラッシュ』。
趣味はスニーカー集めで、特技はポジティブシンキング。
ハンバーガーやカルビ、牛乳が好きで、毎朝のルーティンとして牛乳を飲むこととして挙げるほど。
ポジティブで天真爛漫。太陽のように明るく、コミュニケーション能力に長けており、初対面でもすぐに打ち解けることができる。
ジャスティスライドのリーダーであり、司令塔として冷静に状況を観察し判断を下すことも。
戦闘時は高い身体能力を活かしたスピードを生かした切れ味のある攻撃スタイルで戦う。
深水 紫苑（ふかみ しおん）/ 仮面ライダー紫苑
声 - 田丸篤志
演 - 新正俊
身長：176cm / 体重：63kg / 誕生日：10月16日 / 年齢：18歳 / 星座：てんびん座 / 血液型：O / 利き手：右
仮面ライダーとしての必殺技は『バイオレットスパイラル』。
趣味は料理で、特技は人の心を感じ取ること。
パスタ料理が好物で、食べるのも作るのも好き。趣味としている料理の実力はプロ級であり、よく手料理を振る舞う。
優しく、穏やかな物腰の青年。
人の心を感じ取り、嘘を見抜いたり言葉の真理が分かってしまうため、感情移入がしやすく涙もろい。それによりネガティブな情報が入ってき易いSNSを苦手としている。
ジャスティスライド内ではバランサーの役割を受け持つことが多い。
戦闘時は基本は他メンバーをサポートするタイプだが、ここぞという時の強力な一撃が凄い。蝶のように舞い、蜂のように刺す戦闘スタイル。
蒲生 慈玄（がもう じげん）/ 仮面ライダー慈玄
声 - 岡本信彦
演 - 中西智也
身長：172cm / 体重：64kg / 誕生日：6月19日 / 年齢：18歳 / 星座：ふたご座 / 血液型：A / 利き手：右
仮面ライダーとしての必殺技は『義勇の大連弾』。
趣味は読書で、特技は格言の考案／書道。
かつ丼や天丼、牛丼などの丼ものが好きだが、しいたけが嫌い。
群れることや馴れ合いを苦手なこととして挙げている。
負けん気が強く、真面目であり、努力を怠らない。
昭和を感じさせる性格の持ち主であり、冗談が通じないところもある。
ジャスティスライドの他メンバーからは時折「頑固親父」と呼ばれることもしばしばある。
他人より正義感が強く、街中のパトロールを日課としている。
前衛で戦うタイプで、戦闘時は無理をしがちであり、トレーニング中も勤勉。拳銃のようなパワーのあるパンチを繰り出す戦闘スタイル。

### マッドガイ
荒鬼 狂介（あらき きょうすけ）/ 仮面ライダー荒鬼
声 - 田邊幸輔
演 - 川上将大
身長：178cm / 体重：72kg / 誕生日：1月1日 / 年齢：18歳 / 星座：やぎ座 / 血液型：A / 利き手：右
仮面ライダーとしての必殺技は『爆走爆撃爆裂拳』。
趣味は筋トレで、特技はボウリング。
カレーやハンバーグ、ミートソースなどとにかくお肉が好きだが、ピーマンが苦手。
頭を使うことを苦手なこととして挙げている。
同じクラスに所属する神威為士とはライダーアカデミー時代から犬猿の仲。
「最強」でいることに拘りをもつ頑丈な青年。
非常に血気盛んで、なにかというとすぐ喧嘩を始め口調も荒いが、人に対する思いやりは厚い率直な性格をしている。
普段は市場にある精肉店でアルバイトをしている。
前衛で戦うタイプで、戦闘時は目にも止まらぬ速さでの音速パンチを繰り出す。パワー・スピード感に優れており、ケガを恐れずに正面突破をする戦闘スタイルで敵に向かう。
神威 為士（かむい なるし）/ 仮面ライダー神威
声 - 河西健吾
演 - 田淵累生
身長：180cm / 体重：64kg / 誕生日：10月20日 / 年齢：20歳 / 星座：てんびん座 / 血液型：AB / 利き手：両
仮面ライダーとしての必殺技は『絶望と渇望の理』。
趣味は絵を描くことで、特技は化粧。
激辛料理と紅茶を好物として挙げており、紅茶に関しては淹れ方にこだわりを持つほど。
同じクラスに所属する荒鬼狂介とはライダーアカデミー時代から犬猿の仲。
自分自身の美しさに非常に自信を持っており「自称：天才クリエイター」を名乗るほど。
非常に極まったナルシスト美青年であり、自身の描く作品は自画像のみ。
普段はマッドガイの拠点かつアトリエである廃ホテルにて創作活動をしている。
戦闘時は前衛で戦うタイプで、赤く鞭のようにしなやかなライズと青く鋭い刃のようなライズを使い分けて変幻自在に戦う戦闘スタイル。
阿形 松之助（あがた まつのすけ）/ 仮面ライダー阿形
声 - 佐藤拓也
演 - 伊万里有
身長：183cm / 体重：76kg / 誕生日：9月5日 / 年齢：24歳 / 星座：おとめ座 / 血液型：B / 利き手：右
仮面ライダーとしての必殺技は『鬼式・紅炎獄』。
趣味は古い映画の鑑賞・バイクいじりで、特技は太鼓演奏。
おにぎりを好物として挙げており、特に昆布おにぎりが好き。
普段は穏やかで快活。親しみやすく飄々としているが、カオスイズムに対する憎しみが格段に強く、復讐に燃えている。
日頃は荒鬼狂介がアルバイトをしている精肉店の向いにある魚屋でアルバイトを行なっている。
マッドガイのリーダーであり、荒鬼狂介と神威為士の喧嘩の仲裁役に回ることが多い。
戦闘時は前衛で戦うタイプであり、鬼火のようなライズを使用し、敵を焼き尽くす。鬼火には当人の感情が込められているとされている。

### スラムデイズ
ルーイ / 仮面ライダーRUI
声 - 熊谷健太郎
身長：179cm / 体重：73kg / 誕生日：11月30日 / 年齢：28歳 / 星座：いて座 / 血液型：B / 利き手：右
本名は『章名 戒（あきな かい）』。
仮面ライダーとしての必殺技は『チェインヘルバイト』。
趣味はゲーム・ネットサーフィンで、特技はゲーム。
エナジードリンクやブラックコーヒーが好きだが、野菜が嫌い。
約束をすることと、予定を立てることを苦手なこととして挙げている。
爬虫類やヘビ・トカゲが好きで、トカゲを飼っている。
デイトレードで生計を立てている。
面倒くさがりではあるが、一度物事に興味を示すと積極的に行動する。
戦闘の能力は極めて高く、スラムデイズではリーダー的ポジションに就いているが、当人はその地位に拘ってはいない。
後衛で戦うタイプで、戦闘時はゲームで培った動体視力を駆使し、驚異の回避率を誇る。スーツから出る鞭状のライズで一斉攻撃を仕掛ける戦闘スタイル。
ランス 天堂（らんす てんどう）/ 仮面ライダーLOQ
声 - 天﨑滉平
身長：169cm / 体重：55kg / 誕生日：2月15日 / 年齢：20歳 / 星座：みずがめ座 / 血液型：A / 利き手：左
仮面ライダーとしての必殺技は『アポカリプティックツイン』。
趣味はクイズやパズルを解くことで、特技は推理。
ピザが好きであり、作る腕も確か。
虫と猫が苦手。猫に関してはアレルギーを持っている。
帰国子女探偵であり、頭脳明晰で推理が得意。謎解きはアナログ派である。機械ものには少し疎い。
カオスイズムによって「Q」という悪戯が好きなもう一つの人格がもたらされ、互いに身体の支配権を取り合っている。
戦闘時は後衛で戦うタイプ。ランス天堂とQとでは異なるライズを持っており、ランス天堂はロボットのようなライズが発現する。緑のライズはリブラで、紫のライズはアポロ。
Q / 仮面ライダーLOQ
声 - 天﨑滉平
身長・体重・誕生日・年齢・星座 ・血液型：上記、ランス天堂と同じ。利き手のみ右利き。
仮面ライダーとしての必殺技はランス天堂と同じ。
趣味はいたずら・ランスへの嫌がらせで、特技は声帯模写・ハッキング。
グミやエナジードリンクが好物。骨が存在する食物や手が汚れる食物を苦手としている。
インターネットを使用し、そこで仕入れた情報を駆使しては、ランス天堂や他の仮面ライダーに罠を仕掛け翻弄することが好きな、悪戯好きでとらえどころのない青年。
前述のランス天堂とは互いに身体の支配権を取り合っている。
戦闘時は後衛で戦うタイプ。ランス天堂とQとでは異なるライズを持っており、Qは猫の尻尾のようなライズが二本発現する。
海羽 静流（かいば しずる）/ 仮面ライダーSIZ
声 - 阿座上洋平
身長：177cm / 体重：68kg / 誕生日：4月9日 / 年齢：27歳 / 星座：おひつじ座 / 血液型：O / 利き手：右
仮面ライダーとしての必殺技は『クレッシェンドストライク』。
趣味は音楽で、特技は絶対音感・楽器演奏。
酒が好物で、二日酔いをしがち。
人当たりが良く広い人脈を持っており、ユーモラスで優しいが、自己陶酔者な面も。
スラムデイズ内のバランサーであり、物事を俯瞰的に捉える癖がある。
前衛で戦うタイプで、戦闘時はツメのようなライズを使用し敵を切り裂く。スピードが速く、戦闘スタイルは本人のノリで変わる。

### ウィズダムシンクス
宗雲（そううん）/ 仮面ライダー宗雲
声 - 立花慎之介
身長：183cm / 体重：71kg / 誕生日：3月3日 / 年齢：29歳 / 星座：うお座 / 血液型：A / 利き手：左
本名は『高塔 叢雲（たかとう むらくも）』。
仮面ライダーとしての必殺技は『ルナティックブレイク』。
趣味は生花で、特技は占い。
フルーツが好きだが、ウニやイクラなどの魚卵系が嫌い。
ホラー系全般が苦手である。
ラウンジ『ウィズダム』の支配人であり、ラウンジの花は自らが手掛けている。
客には笑顔で柔和な対応をしているが、基本的には冷静で真摯な性格をしている。
戦闘時はレイピアの剣術を用いた近距離戦が得意であり、遠距離攻撃が得意な他メンバーとバランス保っている。
颯（はやて）/ 仮面ライダー颯
声 - KENN
身長：180cm / 体重：65kg / 誕生日：7月6日 / 年齢：23歳 / 星座：かに座 / 血液型：AB / 利き手：右
本名は『加納 颯太（かのう そうた）』。
仮面ライダーとしての必殺技は『トワイライトスカイドライブ』。
趣味はその時々で変わり、特技はラテアート・瞬間記憶。
カフェラテと卵料理が好きで、生魚が苦手。
ラウンジ『ウィズダム』のフロアを担当している。
明朗でフレンドリーで、笑顔を絶やさない。
多種多様なことに興味を持つが、飽き性であり趣味はコロコロと変わる。
他人との会話では3秒以上の沈黙は作らないことをモットーとしており、じっとしていることは苦手。
戦闘時は後衛で戦うタイプで、足技が得意。右胸の羽根のようなライズを使用し飛翔することができる。
皇紀（こうき）/ 仮面ライダー皇紀
声 - 松岡禎丞
身長：178cm / 体重：71kg / 誕生日：2月9日 / 年齢：25歳 / 星座：みずがめ座 / 血液型：A / 利き手：右
本名は『真壁 皇牙（まかべ おうが）』。
仮面ライダーとしての必殺技は『マリスブラッディ』。
趣味は野営・釣りで、特技は料理・狩猟。
生肉や生魚が好きで、消化器官が強いとされている。
ラウンジ『ウィズダム』の厨房を担当している。
料理のレパートリーは多種多様で、どんな品目も至高な味に作り上げる。
外見は天使のように美形ではあるが、口を開くと気性が荒く、狂気的な面が顕になる。
他人の人間性を骨格と肉質から汲み取ることができる。
戦闘時は腕から頭に巻きついている蛇のような装甲で敵を縛り上げ、強力な毒液を使用する中・後衛での戦闘スタイルで戦う。
浄（じょう）/ 仮面ライダー浄
声 - 高橋広樹
身長：182cm / 体重：75kg / 誕生日：11月12日 / 年齢：30歳 / 星座：さそり座 / 血液型：AB / 利き手：右
本名は『霧谷 浄一（きりや じょういち）』。
仮面ライダーとしての必殺技は『ミスティカルヴェイパー』。
趣味はデート・ナンパ・合コンで、特技は裁縫・嘘。
甘いもの全般が好きだが、辛いもの全般が嫌い。
苦手のこととして子供の扱い方を挙げている。
ラウンジ『ウィズダム』でフロアを担当している。
軽妙で親しみやすいが、嘘か本当かわからない発言をして周囲を惑わす二面性を秘めている。
煙状のライズで敵を惑わせ幻覚を見せる戦闘スタイルで、後衛で戦うタイプとされてはいるが、過去には相手の目を眩し、敵の視界を奪った後接近戦で倒す前衛タイプの記録もある。

### タワーエンブレム
高塔 戴天（たかとう たいてん）/ 仮面ライダー塔天
声 - 福山潤
身長：179cm / 体重：69kg / 誕生日：5月1日 / 年齢：28歳 / 星座：おうし座 / 血液型：A / 利き手：右
仮面ライダーとしての必殺技は『スペクトルジャッジメント』。
趣味はゴルフで、特技は四字熟語。
好きな食物は手が汚れないものを挙げており、特に寿司が好物。フルーツは嫌い。
『高塔エンタープライズ』の代表取締役社長。
非常に多忙であり、仕事の予定でスケジュールが数ヶ月先まで埋まっている。
高塔一族の一員として、弟である高塔雨竜の成長を見届けつつも、厳しく律する。
四字熟語を非常に使いこなしており、会話に頻繁に登場する。
戦闘時は後衛で戦うタイプで、一歩も動かずに攻撃をすることができる。タイムパフォーマンス重視の戦い方で、全方位の敵を検出しピンポイントに攻撃したり、体の周囲を浮遊する球状のライズからビームを放つこともできる。速すぎて敵を倒したのが見えないほど。
高塔 雨竜（たかとう うりゅう）/ 仮面ライダー塔竜
声 - 斉藤壮馬
演 - 湊丈瑠
身長：168cm / 体重：57kg / 誕生日：3月25日 / 年齢：17歳 / 星座：おひつじ座 / 血液型：A / 利き手：左
仮面ライダーとしての必殺技は『スペクトルドラクーン』。
趣味は小動物との触れ合いで、特技は茶道・華道・乗馬。
抹茶スイーツやフルーツが好きで、カニやエビなどの甲殻類が苦手。
遅刻や渋滞が苦手で、10分前行動を基本としている。
『高塔エンタープライズ』の社長秘書をしており、兄である高塔戴天の下で日々企業戦士としての修行をしている。
努力家であり優等生ではあるが、自信をなくし内気になることもある。
かわいい物好きであり、隠れてハムスターを飼う一面もある。
戦闘に関しては、槍術が得意。巨大な竜のライズを使用する。

#### タワーエンブレム関連人物
高塔 絶空
声 -井上 和彦 

### ギャンビッツイン
久城 駆（くしろ かける）/ 仮面ライダーケルカ
声 - 江口 拓也
身長：176cm / 体重：67kg / 誕生日：12月21日 / 年齢：22歳 / 星座：いて座 / 血液型：O / 利き手：右
仮面ライダーとしての必殺技は『ジャックポットトライアタック』。
趣味はスケボーで、特技は手品。
たこ焼きやお好み焼きなどの粉物や、焼き鳥が好物。
下町地区の中核的存在で、地域の人々とも交流が深い。
ギャンブルが好きであり、交渉や駆け引きに秀でており、行商を家業としているが、金遣いが荒く、質素な生活をしている。
戦闘時は前衛で戦うタイプで、翼と爪と脚力の三つの力を使い分け、卓越した機動力で空と地上を全方位動き回り相手を撹乱させることができる。ライズの出力は増やすことができるが、出力を上げると戦える時間が短くなるという情報もある。
フラリオ（ふらりお）/ 仮面ライダーラリオフ
声 - 小野 友樹
身長：181cm / 体重：74kg / 誕生日：12月22日 / 年齢：不明 / 星座：やぎ座 / 血液型：O / 利き手：右
仮面ライダーとしての必殺技は『スカイベリアル』。
趣味はアニメ鑑賞で、特技は動物のモノマネ。
揚げたジャンクフードが好物で、鶏料理全般が苦手。
自分の本能に忠実な、役者志望の青年。
世間体や常識があまり通用しない人間で、現在は久城駆の家にフリーターとして居候をしている。
戦闘時は後衛で戦うタイプで、羽の形のライズを自由自在に操り、攻撃と防御双方が可能。この羽型のライズを当人は「ハネドリ」と名付け、このライズの集合体を相手に刺す強力な必殺技を持つ。

### カオスイズム
平和の仮面・ピアス
声 - 平川 大輔

力の仮面・マイタス
声 - 安元 洋貴

自由の仮面・リバル
声 - 朴 璐美

真実の仮面・トルス
声 - 小林 ゆう

支配の仮面・ドミナ
声 - 鳥海 浩輔

進化の仮面・ボルート
声 - 子安 武人

野望の仮面・アンビス
声 -中原 茂 

神々しい仮面
声 -銀河 万丈

## 作品用語・設定
仮面ライダー

虹顔市
主人公や登場人物が暮らす街。中央地区などからなる7つの地区が集まって出来ている

・中央地区
各地区に繋がる虹顔市の中心部エリア。エージェントが経営する仮面カフェが博物館の大通り外れに存在する

・教育地区
ジャスティスライドが主に行動している地区。
教育施設や住宅街が点在しており緑豊か。

・工業地区
マッドガイが主に行動している地区。

・娯楽地区
スラムデイズが主に行動している地区。

・商業地区
ウィズダムシンクスが主に行動している地区。

・企業地区
タワーエンブレムが主に行動している地区。

・下町地区
ギャンビッツインが主に活動している地区

カオスイズム
この世界に破壊と再生をもたらす秘密結社。

## スタッフ
- 世界観構築・メインシナリオ - 高橋悠也
- 世界観監修・プロデュース - 武部直美
- メインキャラクターデザイン原案 - 内海紘子
- 大幹部キャラクターデザイン原案 - 鬼崎うの
- メインキャラクターデザイン - 1ZEN
- アクション・ポーズ制作協力 - 高岩成二
- スーツ・プロップデザイン - PLEX
- 開発 - リベル・エンタテインメント
- 企画・運営 - バンダイ
- 協力 - 石森プロ、東映

## ボイスドラマ
主人公の父「先代エージェント」視点で描く、『ライドカメンズ』の前日譚『ライドカメンズ』ボイスドラマ「エピソードゼロ」がライドカメンズの公式YouTubeチャンネルにて2024年5月2日より公開。
出演
- 「私」(先代エージェント) - 田中秀幸
- 博学な男 - 銀河万丈
- 薄情な男 - 神谷浩史
- 誠実な男 - 非公開

## 舞台
『ライドカメンズ The STAGE』のタイトルで、2025年1月11日-16日にサンシャイン劇場、2025年1月30日-2月2日に梅田芸術劇場 シアター・ドラマシティで公演。

### 出演（舞台）
ジャスティスライド・マッドガイ・高塔雨竜・藍上レオンは「#登場キャラクター」欄に記載。
- 久遠瞬十 - 古谷大和
- アンサンブル - 内藤五胤、佐藤誠一、鼓太郎、滝山翔太、西山和輝、中西奨、八巻紀一、夛田将秀、池田優樹、横山慶次郎、吉岡将真

### 声の出演（舞台）
- 平和の仮面・ピアス - 平川大輔

### スタッフ（舞台）
- 原作 - 石ノ森章太郎
- 原案 - ライドカメンズ
- 脚本 - 高橋悠也、内藤祐介
- 脚色・演出 - 毛利亘宏